# Tuvok
Tuvok a Star Trek: Voyager című amerikai tudományos-fantasztikus televíziós sorozat egyik szereplője. A USS Voyager űrhajó biztonsági és taktikai főtisztje. Tim Russ alakítja.

## Áttekintés
Tuvok a vulkániak által gyarmatosított egyik holdon született. Tizenéves korában beleszeretett egy diplomata lányába, Jarába. Ekkor szülei elküldték őt egy vulkáni mesterhez, hogy megtanulja az érzéseit uralni. A mestertől tanulta meg a logikát és az egyéb vulkáni szokásokat is. Tanulmányait később a Csillagflotta Akadémián folytatta, amit sikeresen el is végzett.
Első szolgálati helye a USS Excelsior, Hikaru Sulu parancsnoksága alatt. A Khitomeri konferencia ideje alatt is ott szolgált, amikor is kapitánya Kirk és McCoy megmentésére akart indulni, de végül nem volt szükség a segítségre. E szolgálata után azonban úgy érezte, hogy kényelmetlen számára a Csillagflotta köteléke, és a közelgő pon farrja miatt feleségül vette a szintén vulkáni T'Pelt. A házasságból három fiuk és egy lányuk született.
Sok évtizednyi önvizsgálat, és meditáció után néhány évre visszatért a Csillagflotta Akadémiára tanítani. A tanítás után azonban ismét az aktív szolgálatot választotta, így a USS Billingsen és a USS Wyomingon is szolgált. Mielőtt a USS Voyagerre került, megbízták, hogy épüljön be a Maquisba, segítse ezáltal Chakotay hajójának az elfogását. A Vadvidéken történő üldözés közepette azonban a Gondviselő nemcsak a Maquis hajót, hanem a Voyagert is elragadta a Delta kvadránsba. A két hajó legénységének egyesülése után Tuvok úgy gondolta, hogy a Voyager eredeti elsőtisztjének a halála után ő veheti át a helyét, de Janeway kapitány Chakotayt nevezte ki, így Tuvok a hajó biztonsági és taktikai főnöke lett. Rengeteg alkalommal bebizonyította, hogy a kapitánynak nagy szüksége van rá és a véleményére, így később kinevezték parancsnokhelyettessé is.
Amikor a legénységhez csatlakozik a Delta kvadránsban született talaxiai Neelix, és ocampa barátnője, Kes, Tuvok ismeri fel Kes telepatikus képességeit és segít neki fejleszteni azokat. Neelix érzelmi kitöréseit, csipkelődő megjegyzéseit nehezen viseli el, de egyszer egy transzporterbaleset következtében Tuvok és Neelix egyesül, „Tuvix” nevű új életformát hozva létre. Végül B’Elanna Torres segítségével egyéni létformáikat sikerül helyreállítani. Később sikerül összebarátkoznia Neelixszel, akinek nagy szerepe lesz abban, hogy Tuvok tényleg a legénység elfogadott tagja legyen. Barátságot kötött Kim zászlóssal is, miközben a vulkáni meditációs gyakorlatokra, illetve a híres vulkáni játékra, a Kal-tohra tanította a zászlóst.
Vulkániként ugyan nem mutat érzelmeket, de a kapitánnyal többször is nyíltan kimondják, hogy barátok és a legénység számos tagja iránt érez (persze mélyen elrejtve) hasonlóan. Például amikor a Muse című epizódban B'Elanna és Kim hajótörést szenvednek és a Voyager kutatja őket, Tuvok több mint 10 napig nem is alszik, hogy elveszett bajtársait megtalálja, a kutatás közben a hídon el is bóbiskol a fáradtságtól.
A hosszú utazás alatt Tuvok többször szenved mentális és fizikai sérelmektől: agyegyesítés egy betazoid pszichopata gyilkossal, túlél egy parazita memóriavírust, felépül a borg asszimiláció után, és majdnem elveszti személyiségét az úgynevezett Dysphoria szindróma kezelése során, ráadásul egy degeneratív idegrendszeri betegsége alakul ki, melyre az egyetlen gyógymód, ha agyegyesítést végez a családja egyik tagjával. Ez utóbbit csak úgy sikerül leküzdenie, hogy Janeway kapitány jövőbeli személye segítségével a Voyager hamarabb hazaér, így a betegsége időben kezelhetővé válik.

## Érdekesség
- Tuvok kabinját a Voyager-en két alkalommal is szétverték. Először a Meld c. epizódban ő maga, másodszor a Prophecy epizódban pedig Neelix és egy klingon nő enyelgése közben esett áldozatul a kabin berendezése.